# نیژنی اویمون
نیژنی اویمون (به لاتین: Nizhny Uymon) یک منطقهٔ مسکونی در روسیه است که در جمهوری آلتای واقع شده‌است.